# Reteporella marsupiata
Reteporella marsupiata är en mossdjursart som först beskrevs av Smitt 1873.  Reteporella marsupiata ingår i släktet Reteporella och familjen Phidoloporidae. Inga underarter finns listade i Catalogue of Life.